# Ârya-Mañjushrî-Nâmasangîti
Cette page contient des caractères tibétains. En cas de problème, consultez Aide:Unicode ou testez votre navigateur.
Le Choral du Nom de Mañjushrî (Sanskrit : Ârya-Mañjushrî-Nâmasangîti, tibétain : འཇམ་དཔལ་མཚན་བརྗོད, Wylie : 'jam dpal mtshan brjod) est un texte bouddhiste de la catégorie des Tantras du Yoga sans Supérieur (Anuttara-yoga).
Il est aussi considéré comme un "Roi des Tantras" (Tantrarâja). Selon la tradition, il ferait partie d'un vaste tantra jamais retrouvé en 60000 stances, le Filet d'Illusion de Mañjushrî (sanskrit Mañjushrî-mâyâjâla, tib. 'Jam dpal sgyu 'phrul dra va).
Ce texte très vénéré du Vajrayana est traduit dans de nombreuses langues d'Asie, et possède d'innombrables commentaires indiens, chinois et tibétains.
La traduction tibétaine la plus courante est celle faite par Rinchen Zangpo au XIe siècle.
Court (167 quatrains) et d'une grande beauté poétique, le Choral comporte 13 chapitres :
1. Prologue : requête du Bodhisattva Vajrapani au Bouddha Shakyamuni d'enseigner le Choral.
2. Acceptation du Bouddha Shakyamuni.
3. Contemplation des six clans (ou six familles de Bouddhas).
4. Énoncé des six mantras souverains.
5. Grand mandala du Vajradhatu (espace adamantin), éloge de la lettre A d'où jaillit le Seigneur de la Parole Mañjushrî, "parfait Bouddha" :« (28) « Ainsi, seigneur Bouddha
Parfait Bouddha jailli de A,
A, la meilleure de toutes les lettres,
Sainte syllabe au grand sens,
(29) Née du dedans, sans naissance,
Abandon de l'énoncé en mots,
Matière suprême de tout énoncé,
Qui illumine tous les mots»[1] »
6. Sagesse de la dimension absolue (Dharmadhatu).« (61) « Jailli du ciel, spontané,
Grand brasier de connaissance et de sagesse,
(62) Grande lumière tout illuminant,
Eclair de la sagesse, clair et distinct,
Phare des mondes, lampe de sagesse »[1] »
7. Sagesse semblable au miroir, où Mañjushrî apparait sous l'aspect effroyable de Vajrabhairava.
8. Sagesse du discernement.
9. Sagesse de l'égalité.
10. Sagesse tout-accomplissant.« (150) « L'amour est son armure,
Et la compassion sa cuirasse,
Avec l'épée, l'arc et les flèches de la connaissance,
Il gagne la bataille de l'ignorance et des passions »[1] »
11. Louange aux cinq Tathâgata.
12. Mantra.
13. Conclusion et colophon.

## Variantes du titre
- Sanskrit: manjushrijnanasattvaysa-paramartha-namasamgiti. "Le chant des noms de Manjushri, manifestation de la suprême sagesse"
- འཕགས་པ་འཇམ་དཔལ་གྱི་མཚན་ཡང་དག་པར་བརྗོད་པ
- རྒྱུད་ཐམས་ཅད་ཀྱི་རྒྱལ་པོ་འཕགས་པ་འཇམ་དཔལ་གྱི་མཚན་ཡང་དག་པར་བརྗོད་པ , Wylie: rgyud thams cad kyi rgyal po 'phags pa 'jam dpal gyi mtshan yang dag par brjod pa